# Keramikmuseum (Bolesławiec)
Das Keramikmuseum Bunzlau (polnisch Muzeum Ceramiki w Bolesławcu) ist seit 2024 im vormaligen Pückler-Palais ín Bunzlau im Powiat Bolesławiecki untergebracht. Das Museum ist das größte Keramikmuseum in Polen und in Mitteleuropa und besitzt die weltweit größte Sammlung von Bunzlauer Keramik, sowohl alter Objekte aus deutscher Zeit als auch zeitgenössischer Objekte.

## Geschichte
Zu Beginn des 20. Jahrhunderts erhielt die Stadt Bunzlau ein Stadtmuseum. Nach dem Ersten Weltkrieg wurde das Museum 1920 wiedereröffnet und von Artur Schiller, dem Mitbegründer des Museums Gleiwitz, geleitet. Nach dem Zweiten Weltkrieg und dem Übergang an Polen infolge des Zweiten Weltkriegs 1945 existierte das Stadtmuseum Bolesławiec laut einem Bericht aus dem Jahr 1946 „praktisch nicht mehr“. Die Einrichtung wurde jedoch nicht aufgelöst und das Museum wurde 1951 unter Aufsicht des Nationalmuseums Breslau gestellt.
1991 erwarb das Museum ein zweites Gebäude in der Kutusowa-Straße 14, in dem zuvor das von den Russen verwaltete Kutusow-Museum untergebracht war. 2022 wurde mit dem Umbau des Pückler-Palais in der Zgorzelecka-Straße 28/29 für die neuen Museumsräume begonnen. Am 3. April 2024 wurde das Museum wieder eröffnet. Die Dauerausstellung verbindet die Geschichte der Keramik mit der Geschichte der Stadt Bunzlau / Bolesławiec vom Mittelalter bis zur Gegenwart. Ein zusätzlicher Anziehungspunkt für Besucher ist der revitalisierte historische Park neben dem Museum.

## Pückler-Palais
Das klassizistische Palais des Grafen Eduard Maximilian Ferdinand Erdmann von Pückler (1795–1870) entstand durch einen 1857 durchgeführten Umbau einer früheren Anlage. Der dreiflügelige Bau mit U-förmigem Grundriss und einem dominanten, mit einer Zinne bekrönten Turm erhielt einen einheitlichen neugotischen Stil. Am Schloss befand sich ein großer Englischer Landschaftsgarten mit einem kleinen Teich, einer Brücke und einem neugotischen Pavillon. In den 1870er Jahren kam das Schloss in den Besitz des Adelsgeschlechts Hatzfeld, dann wurde es von Samuel Woller, dem Besitzer der Textilfabrik „Concordia“, gekauft. Im Jahre 1920 hat der Magistrat der Stadt Bunzlau das Schloss erworben und zu einem Jugendheim umgebaut. Heute beherbergte auch die Städtische Lesehalle und Volksbibliothek.

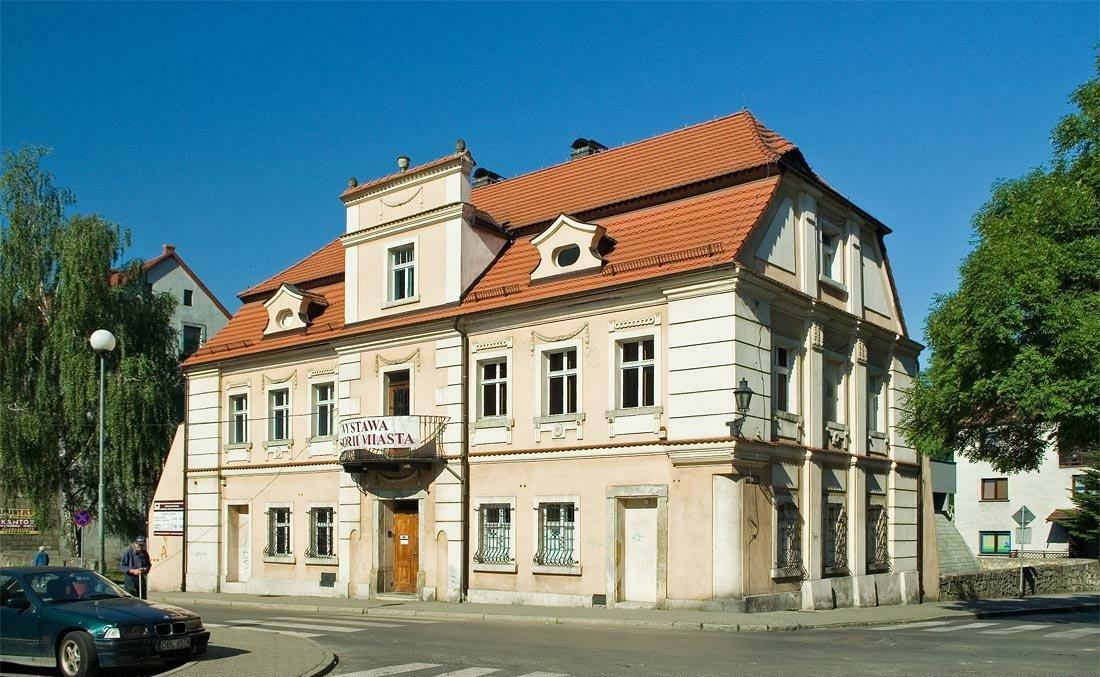
Dział Historii Miasta (ul. Kutuzowa 14)
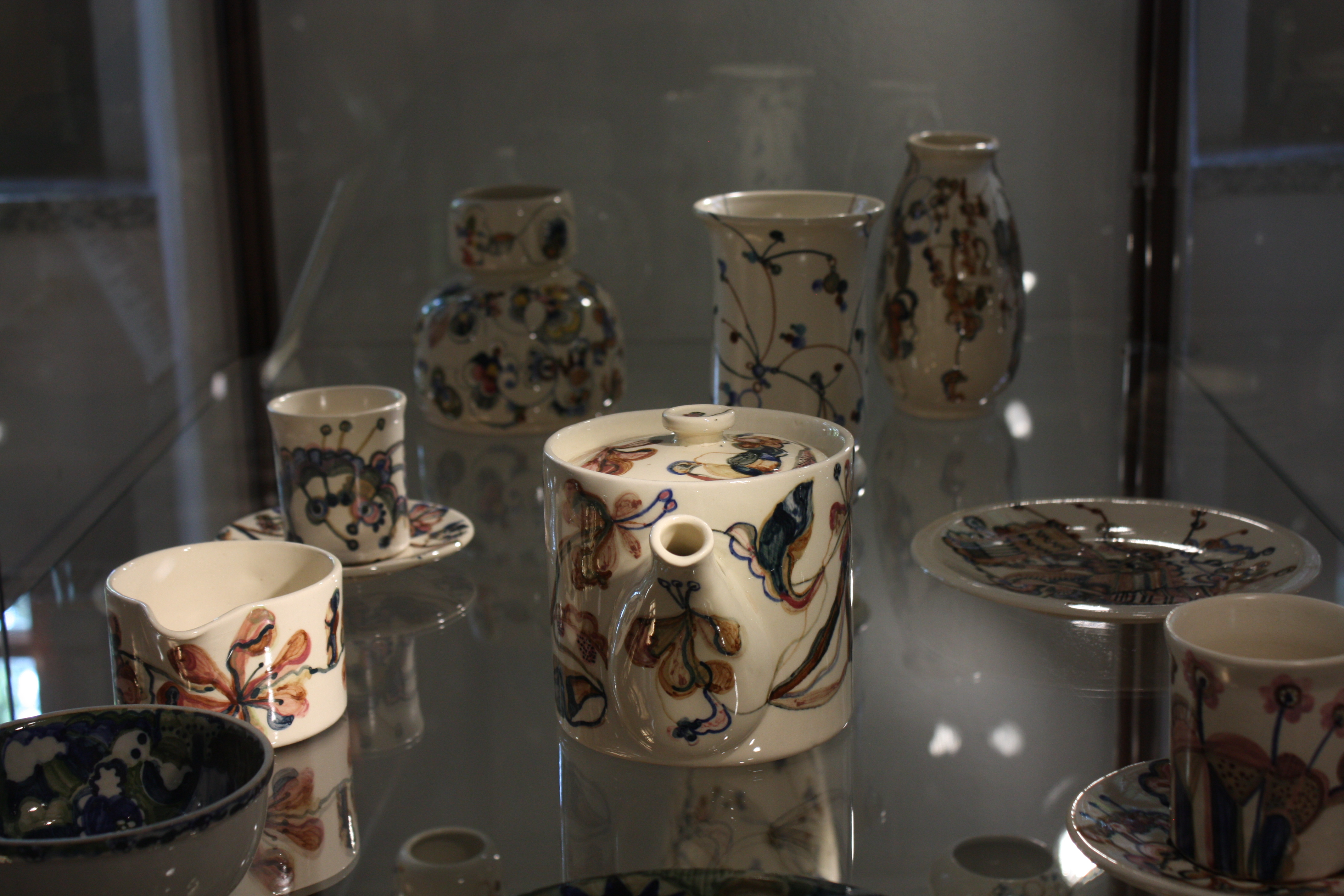
Fragment wystawy ceramiki
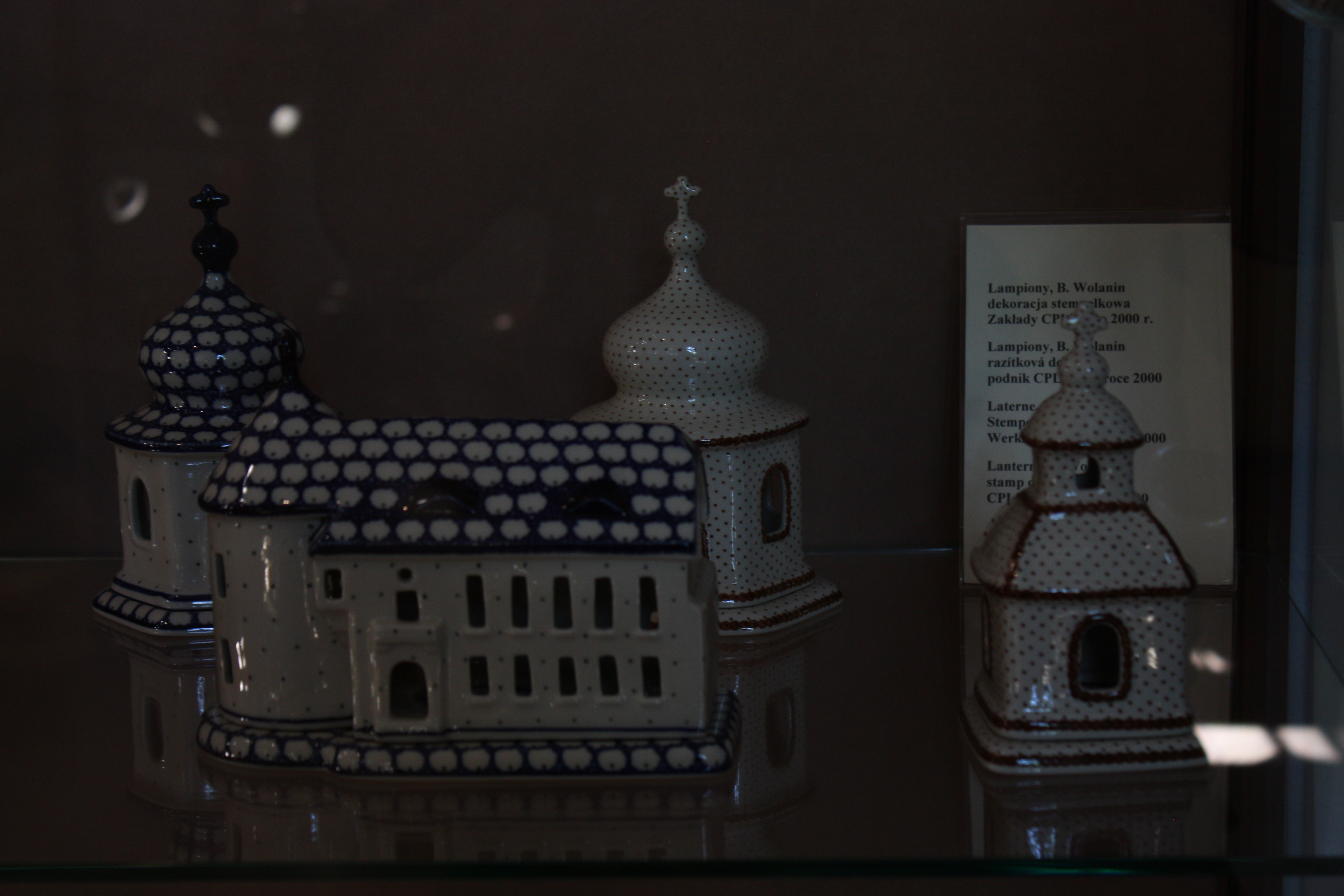
Fragment wystawy ceramiki
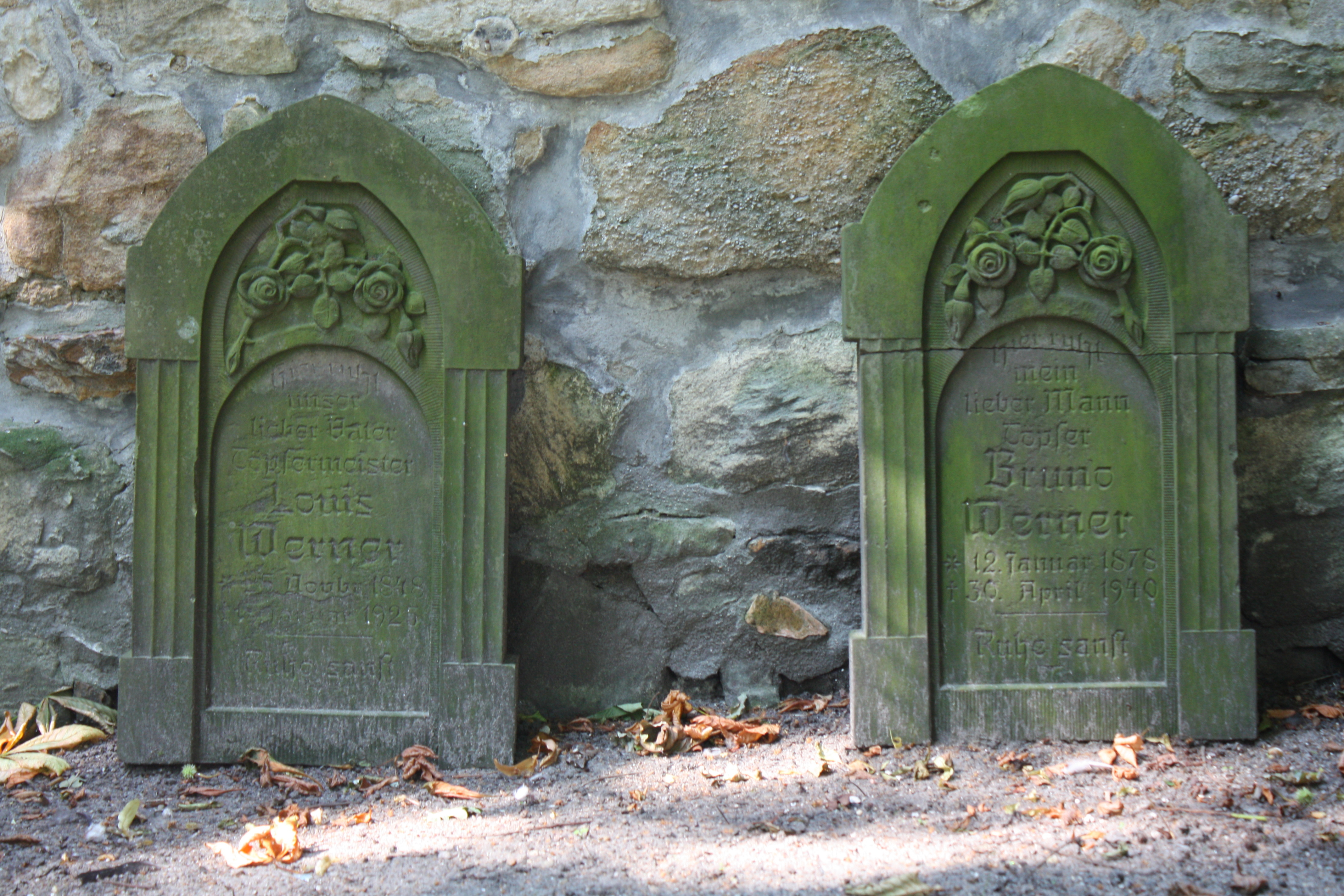
Lapidarium
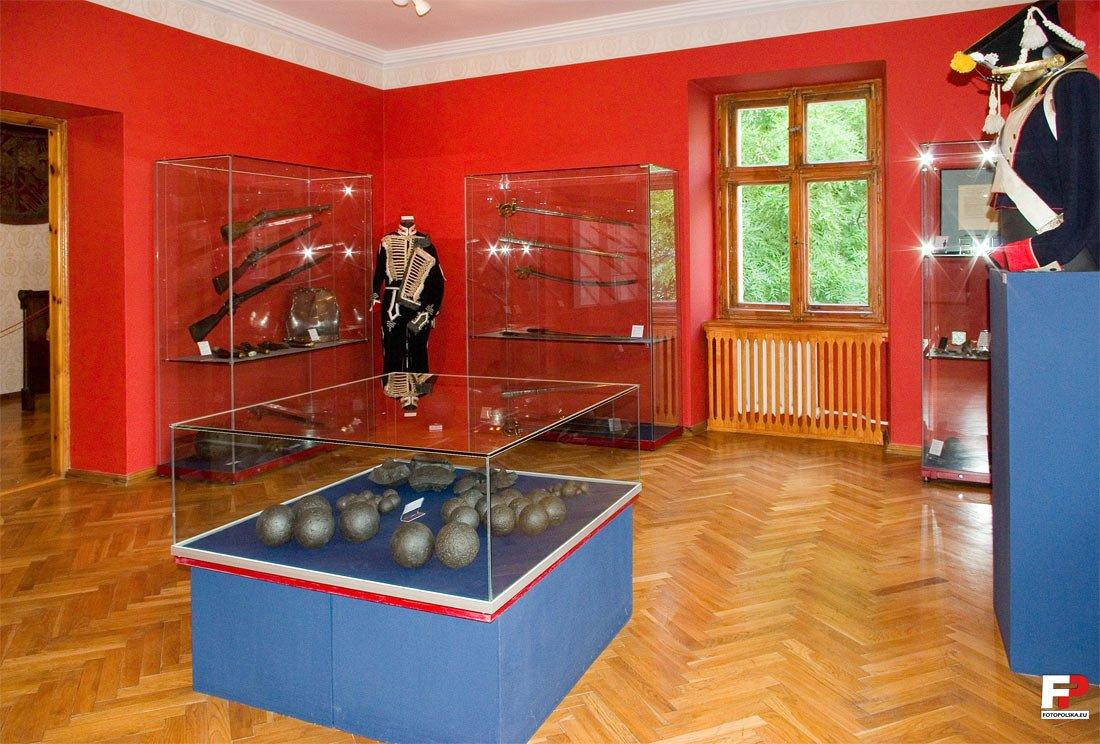
Fragment wystawy historycznej